# Mercedes Ron
Mercedes Ron López (Buenos Aires, 3 de junho de 1993) é uma escritora e comunicadora audiovisual argentina-espanhola. Ela é conhecida pela Saga Culpables, trilogia que ficou conhecida através do Wattpad. O primeiro livro da trilogia, Culpa Mía, foi adaptado como filme em 2023. Ela foi best-seller do The New York Times e do USA Today.

## Biografia
Mercedes Ron nasceu em Buenos Aires, Argentina. Ela cresceu na Espanha, país para onde se mudou aos nove anos. Ela se formou em Comunicação Audiovisual pela Universidade de Sevilha.
Atualmente ela reside em Sevilha, Espanha.

### Carreira
Começou sua carreira no Wattpad onde foi lida por mais de 75 milhões de pessoas. Lá começou com 15 anos e chegou a ter 260 mil seguidores.
Ela começou a ler com a saga Crepúsculo e a série do Harry Potter.

### TrilogiaCulpables
- Culpa Mía (2017) no Brasil: Minha Culpa (Universo dos Livros, 2024) em Portugal: Culpa Minha (Editorial Presença, 2022)
- Culpa Tuya (2017) em Portugal: Culpa Tua (Editorial Presença, 2023)
- Culpa Nuestra (2018) em Portugal: Culpa Nossa (Editorial Presença, 2023)

### DuologiaEnfrentados
- Marfil (2019)
- Ébano (2019)

### TrilogiaDímelo
- Dímelo Bajito (2020)
- Dímelo en Secreto (2020)
- Dímelo con Besos (2021)

### Saga Bali
- 30 Sunsets para Enamorarte (2023) em Portugal: 30 Sunsets para Te Apaixonares (Editorial Presença, 2024)
- 10.000 Millas para Encontrarte (2023)

## Adaptação
- Minha Culpa (2023) Em 8 de junho de 2023, o Prime Video estreou a adaptação cinematográfica do livro Culpa Mia (2017), estrelada por Nicole Wallace e Gabriel Guevara.[2]